# Adam Wyssogierd
Adam Wyssogierd herbu Odrowąż – podkomorzy smoleński w latach 1765-1783, pułkownik smoleński w 1764 roku, podstoli smoleński w latach 1754-1765, pisarz grodzki smoleński w latach 1750-1764, cześnik smoleński w latach 1747-1754.
Poseł na sejm nadzwyczajny  1761 roku z województwa smoleńskiego. Poseł na sejm 1780 roku z województwa smoleńskiego.